# 海乌姆

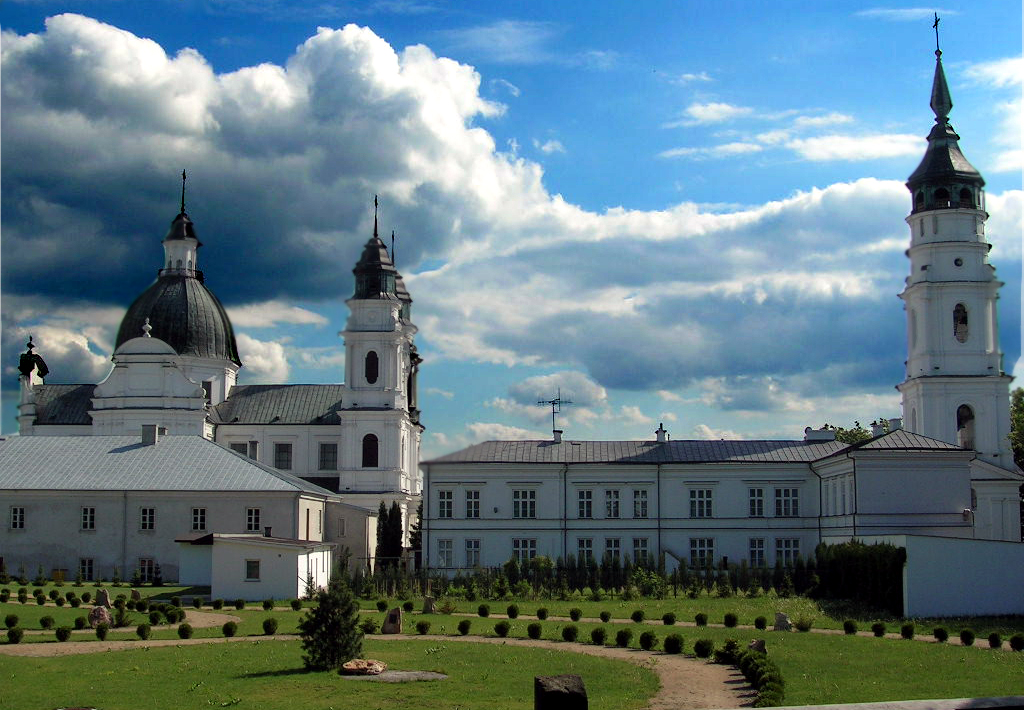
Chelm

海乌姆（波蘭語：[xɛwm] ⓘ，羅馬化：Kholm）是波蘭東部盧布林省城市，座落於布格河支流烏赫爾卡河畔，波烏邊境以西24公里(15哩)。1233年設鎮，1377年併入波蘭，1795年屬奧地利，1815年轉屬俄國。第二次世界大戰中，有9萬人死於當地兩個德國人的戰俘營。1944年7月22日波蘭共和國在此宣告成立。現為鐵路交會點和商業中心。有採礦、木材加工、製麵粉、釀酒、水泥和機械製造等工業。
維斯瓦河行動後幾年，波蘭考古學家曾在臨近地方發掘到加利西亞的丹尼爾的石棺。

## 友好城市
- 乌克兰科韋利
- 乌克兰留波姆
- 法國莫尔莱
- 立陶宛乌泰纳
- 美国諾克斯維爾
- 德国辛德尔芬根